# Agymnastus venerabilis
Agymnastus venerabilis är en insektsart som beskrevs av Rentz, D.C.F. 1978. Agymnastus venerabilis ingår i släktet Agymnastus och familjen gräshoppor. Inga underarter finns listade i Catalogue of Life.